# Логор Лора
Логор Лора је био концентрациони логор у Сплиту, у коме су мучени и убијани Срби током ратова на простору бивше Југославије. Постојао је од 1992—1997. године.
О свим дешавањима у Логору Лора био је упознат цео државни и војни врх Републике Хрватске. Кроз логор је прошло 1.005 регистрованих затвореника који су прошли стравичну психо-физичку тортуру. Овај логор је основан на месту некадашње ратне луке Југословенске народне армије. Након одласка ЈНА из ратне луке Лора, припадници Војне полиције хрватске војске преузимају Лору. Према сведочењима преживелих логораша Лора је сматран за један од најужаснијих логора на простору бивше Југославије током ратова.

## Претходница
Југословенска народна армија као једина оружана сила на простору СФРЈ, међународно призната, имала је у Сплиту велику ратну луку за своје потребе. Ту је било поред велике количине технике (ратни бродови, подморнице) и командно-образовни центар за обуку будућих официра, подофицира и војника Ратне морнарице СФРЈ.
Крајем 1989. године, у Југославији је уведен вишепартијски систем. То је довело до тога да се после више од 40 година оснивају нове странке на подручју СФРЈ. У СР Хрватској су током априла и маја 1990. године организовани председнички, парламентарни и локални избори. Главни ривали су били Хрватска демократска заједница и њен лидер Фрањо Туђман, а са друге стране Савез комуниста Хрватске који је предводио Ивица Рачан. ХДЗ и Туђман су однели победу на председничким и парламентарним изборима. Док су на локалним изборима резултати били подељени. ХДЗ је победио у чисто хрватским срединама и националним мешовитим са хрватском већином.
ХДЗ је странка опасних намера— Ивица Рачан, 1990.
Већ крајем маја 1990. године ХДЗ и Фрањо Туђман су формирали власт у СР Хрватској, преузели су контролу над медијима, Тужилаштвом, локалном самоуправом и полицијом. Полиција до маја 1990. је била углавном попуњена са српским или национално мешаним кадровима, врло мало са Хрватима. Разлог томе је што Хрвати нису осећали СФРЈ као своју домовину (већ искључиво Хрватску), па су и државне органе и институције углавном бојкотовали. Нереди на Максимиру 13. маја 1990. су послужили ХДЗ да очисти полицију СР Хрватске од српских кадрова.
25. јула 1990. хрватски Сабор донео одлуку по коме шаховница постаје симбол СР Хрватске, уместо звезде петокраке. Средином августа 1990. на подручју Северне Далмације и Лике ничу барикаде локалних мештана, који су били у страху од упада припадника хрватске полиције, која је сада имала измењен национални састав, већином хрватски. Видевши да нема војску, хрватска Влада одлучује да увезе наоружање из иностранства и тако "формира" себи војне формације за обрачун са грађанима српске националности и ЈНА. То илегално наоружавање Хрватске се десило октобра и новембра 1990. године.
22. децембра 1990. у хрватском Сабору је свечано проглашен нови тзв. Божићни Устав, по коме су Срби постали национална мањина, тј. укинута је Србима конститутивност, која је деценијама постојала раније.
Власти у Загребу су током пролећа 1991. имале око 100.000 људи под оружјем: припаднике Полиције, ЗНГ, чланове ХОС и ХДЗ. Од марта па до почетка рата 1991. хрватске специјалне полицијске јединице су често упадале у насеља која су била настањена Србима или мешовитог националног састава са српском већином. То је изазивало велики страх и неповерење према новој власти у Загребу. Од лета 1991. године, хрватска власт убрзано врши организован и систематски притисак на припаднике ЈНА и касарне на територији СР Хрватске, готово сваког дана, у којима су војна лица и наоружање били смештени. Искључују им воду, струју и онемогућавају довоз хране у касарне. Док припадници ЈНА који се крећу ван касарне стално су били мета провокација хрватских шовиниста.
Крајем августа 1991. године долази и до отвореног сукоба хрватске полиције, паравојних снага са припадницима ЈНА.

## Настанак логора
Крајем новембра 1991. године долази до споразума власти у Загребу и Генералштаба ЈНА о повлачењу Југословенске ратне морнарице са територије СР Хрватске. 4. јануара 1992. године почиње извлачење технике, људства и оружја из војно-поморског комплекса ЈНА "Лора" у Сплиту. Одмах потом улазе припадници хрватске војне полиције, који су неколико дана касније од војно-истражног затвора направили Логор Лора. Заробљеници који су довођени у овај концентрациони логор били су српске националности (мушкарци и жене), и нешто мање муслиманске. Првобитно су у овај логор довођени Срби са простора СР Хрватске, а касније од априла 1992. када се заратило у Босни и Херцеговини и са тих простора у Логор Лора су доводили српске цивиле, рањенике, војнике и ратне заробљенике.
Логораши у овом логору су били са подручја: Габеле, Дувна, Купреса, Бјеловара, Сплита, Лијевна, Дубице, Бенковца, Требиња, Невесиња, Никшића, Мостара, Теслића, Клепаца, Оџака, Карловца...

## Услови у логору
Овај логор је имао веома сурове и неподношљиве животне услове који нису задовољавали ни најосновније потребе затвореника, логораша. Ћелије у којима су логораши били смештени нису имали никакав инвентар нити намештај (сем једне ћелије која је имала гвоздени кревет са шипкама). Спавали су на поду тј. хладном бетону. Исхрана им је била врло лоша и нередовна. Дешавало се да и по неколико дана не добију оброк. Физичка злостављања су била свакодневна, без милости и најаве. Чак и ноћу су стражари упадали у ћелије и тукли логораше. Дешавало се да храну коју добију логораши буде врућа или преслана, а да истовремено морају за кратко време да је поједу. Већина оброка се састојала од парчета хлеба и паштете (или џема). Редовна лекарска нега у овом логору није постојала. А затвореници су стално пребијани по целом телу, толико да су били деформисани. Често се дешавало да стражари терају затворенике да се међусобно туку. Ако примете да један другог штеде, обојицу би премлатили до крви.

## Сакривање логора
Хрватске војне и цивилне власти су све логоре у којима су држани Срби 1991—1997, па и овај логор Лора, вешто сакривали од МЦК и других међународних организација, које су долазиле за време рата у Хрватску. Међународни Црвени Крст је у Логор Лора слао неколико пута своје представнике, али су командири и стражари претили логорашима да морају да ћуте о свему што су видели. У тајности је држан посебан део "Ц блок“.

## Жртве у логору

### Убијени или подлегли ранама[3]
Тела убијених у овом логору Лора су одвожена ван Хрватске, најчешће у Дувно (БиХ). Или су бацани у Јадранско море.
1. Петар Спремо - цивил, Србин из Беговог Села код Купреса, рођен 2. јануара 1945. године, од оца Славка. Заробљен 5. априла 1992. године и спроведен је у логор у Купресу, потом у Шујице, па потом у сплитску "Лору" где је пребијен, мучен и злостављан услед чега је преминуо 18. априла 1992. године.
2. Стојан Зубић - цивил, ухапшен у Купресу априла 1992. Тешко пребијен, одмах по размени заробљеника је умро од задобијених повреда у Лори.
3. Ратко Милић - цивил, ухапшен у Купресу априла 1992. У логору Лора претрпео психо-физичко насиље три дана, потом одведен у неку јаму поред Дувна и ту убијен, бачен у јаму.
4. Љубо Милић - цивил, ухапшен у Купресу априла 1992. У логору Лора претрпео психо-физичко насиље три дана, потом одведен у неку јаму поред Дувна и ту убијен, бачен у јаму.
5. Душан Никић - цивил, ухапшен у Купресу априла 1992. У логору Лора претрпео психо-физичко насиље три дана, потом одведен у неку јаму поред Дувна и ту убијен, бачен у јаму.
6. Славко Драгољевић - цивил, ухапшен у Купресу априла 1992. У логору Лора претрпео психо-физичко насиље три дана, потом одведен у неку јаму поред Дувна и ту убијен, бачен у јаму.
7. Мирко Чивчић, делимично глув - цивил, ухапшен у Купресу априла 1992. У логору Лора претрпео психо-физичко насиље три дана, потом одведен у неку јаму поред Дувна и ту убијен, бачен у јаму.
8. Владо Савић - војник резервиста, из Невесиња. Од тешких физичких озледа био је сав модар и деформисаног лица. После 12 дана батинања нестао из блока Ц. Касније је виђен његов леш.
9. Драган Јелић - цивил,
10. Чучага Миливоје - цивил,
11. Лука Газивода - војник,
12. Ратко Симовић "Малиша" - цивил,
13. Душан Баровић зв. "Дука" - војник,
14. Лука Аџић - војник, из Никшића,
15. Душко Бјелић - цивил, из Никшића,
16. Бојан Весовић зв. "Бели Орао", војник из Крагујевца, од оца Мирослава и мајке Илинке. Рођен 1973. Био је војник на редовном одслужењу војног рока. Првобитно отишао у Приштину, после послат у Ливно, где је рањен и заробљен, потом одведен у "Лору“.
17. Ненад Кнежевић - цивил, из околине Шибеника;
18. Буловић Гојко, цивил, правник из околине Бенковца.
19. Слободан Медић - пилот ЈНА,
20. Петар Пантић - пилот ЈНА,
21. Мирко Зечевић - цивил, стар 63 године, са Купреса.
22. Милан Вулић - цивил,
23. Грбић Ранко- цивил,
24. Боро Ивковић - цивил,
25. Душко Јелић - цивил, из Требиња.

### Преживели мучења[8]
- Раде Кривић, из Каштела.
- Вукан Ковач, из Требиња, заробљен крајем маја 1992.
- Радан Николић, из Никшића.
- пок. Мићић Милан, пилот, заробљен 19. априла. У Лори боравио до 14 августа 1992.
- Пантић Горан, пилот, заробљен 24 априла. У Лори боравио до 14 августа 1992.
- Ђерфи Никола, пилот, заробљен априла. У Лори боравио до 14. августа 1992.
- Грандић Драган, пилот, заробљен априла. У Лори боравио до 14. августа 1992.
- Мирослав Каталина,
- Добривоје Бојовић, из Требиња.
- Борислав Хамовић, из Требиња.
- Дејан Радосављевић, из Крагујевца.
- Весо Деретић, из Требиња.
- Мирко Бабић, заробљен 27. маја 1992. код Требиња.
- Веселин Бојовић, из Никшића.
- Јеленко Ковачевић, из Требиња, војник ЈНА, заробљен 1992. У Лори боравио 5,5 месеци.
- Милорад Оро, из Требиња, војник ВРС, заробљен 1992.
- Мирко Бјелица, из Требиња, војник ЈНА, заробљен 13. маја 1992. у близини Стоца (Херцеговина).
- Мићко Копривица, у Лори провео од маја до августа 1992.
- Миро Љепава из Требиња, заробљен крајем маја 1992.
- Живко Мутић,
- Исмет Овчина, из Билеће.
- Велибор Томовић,
- Илија Ђурасовић из Требиња.
- Радоје Живковић Прибој, Србија,војник  ЈНА, заробљен у фебруару 1992,у размењен у априлу 1992 године.
- Љубеновић Далибор из Крагујевца

## Начини мучења
Логораши у логору Лора су свакодневно били изложени разним врстама нехуманог, суровог и понижавајућег мучења, где су им нанесене тешке телесне повреде, угрожен живот, душевне патње трајног карактера. Цивили су претрпели 48 начина мучења, а војници 61 начин мучења. Ту спадају:
- батинање затвореника рукама, ногама, гуменим цревима, палицама, бејзбол палицама, водоводним цевима, ланцима, електропроводницима;
- "телефонирање" у виду прикључивања појединих, нарочито осетљивих, делова тела затвореника (уши, прсти на ногама и рукама, полни органи) на индуковану електричну струју из пољског телефона;
- пролазак затвореника кроз шпалир батинаша;
- претња да ће бити убијени, да ће бити бачени у море, да ће их појести рибе, претња смрћу клањем или пуштањем дресираних паса вучјака;
- присиљавање затвореника да по три дана и три ноћи не смеју да седну нити легну, већ да све време проведу стојећи;
- присиљавање затвореника да сами себи копају раке у дворишту логора;
- псовање, вређање, злостављање затвореника, називање погрдним именима;
- поливање затвореника хладном водом из шмрка који је повезан за хидрант;
- присиљавање затвореника да јашу један другога четвороношке и да се тако тркају;
- присиљавање затвореника да до изнемоглости трче по логорском кругу, а потом тако загрејане и ознојене поливају хладном водом из шмрка;
- присиљавање затвореника да се међусобно ударају отвореним дланом, песницама, ногама, да се шамарају;
- претња убиством затвореника на тај начин да се они присиљавају да главу ставе на пањ док су стражари замахивали секиром;
- држање затвореника по целу ноћ у бурету са водом;
- присиљавање затвореника да мокри леже голи на жицама од гвозденог кревета по целу ноћ;
- присиљавање затвореника да љубе псе вучјаке;
- чупање или бријање на суво браде затвореника и потом присиљавање затвореника да исту поједе;
- дозвољавање грађанима Сплита и болничком особљу и пацијентима у болници Фируле да туку затворенике на разне начине;
- организовање лажних или фингираних стрељања затвореника;
- приликом вожње затвореника у комбију или на камиону у пуној брзини нагло заустављање при чему се се они ваљали и ударали у возилу један о другога;
- гашење цигарета по телу, глави и устима затвореника;
- гажење чизмама по леђима затвореника који лежи на поду;
- гњечење чизмама прстију руку и ногу затвореника;
- присиљавање затвореника да копају рупе, да раде у каменолому без потребног алата, голим рукама;
- онемогућавање затвореницима да физиолошке потребе редовно обављају;
- ускраћивање затвореницима воде за пиће;
- присиљавање затвореника да једу живе пужеве, шкољке, црве, глисте;
- присиљавање затвореника на јавно вршење међусобних сексуалних односа, перверзија, хомосексуалних односа и мастурбације;
- присиљавање затвореника да по цео дан гледају у сунце;
- хушкање паса вучјака на затворенике;
- присиљавање затвореника да имитирају поједине животиње: псе, мачке, бика;
- стављање цеви пиштоља у уста затвореника уз претњу убиством на овај начин;
- присиљавање затвореника да голи леже на ужареном бетону у дворишту по сунцу цео дан;
- бацање комада хлеба међу гладне затворенике који се отимају четвороношке као пси;
- присиљавање затвореника да једу туцани камен и песак;
- "тражење четника" - увлачење руке чувара у анални отвор затвореника у циљу "тражења четника" у његовом телу;
- присиљавање затвореника да пужу по бетону и да се међусобно тркају, а ко стигне на циљ последњи био би претучен до бесвести;
- "имитирање авиона" - посебна врста мучења која се састојала у принуђавању затвореника да трче по логорском кругу са раширеним рукама као авиони у бомбардовању, а други затвореници су имитирали пуцање на авионе како би их оборили;
- присиљавање затвореника да зубима прегризу своје војничке чизме;
- довођење у логор мушке деце од 7-8 година старости која су мокрила по затвореницима;
- присиљавање затвореника да једу фекалије из клозета;
- "руски рулет" - присиљавање затвореника да пуцају у себе из револвера;

О свим овим мучењима, као и начину на који су извршени, лекари и неуропсихијатри су дали своје мишљење, кроз судско-медицинско вештачење, што недвосмислено показује да је у логору Лора почињен злочин против човечности, злочин геноцида и ратни злочин.

## Налогодавци и управници логора
Ови злочини у сплитском логору Лора, према српском становништву и ратним заробљеницима, у периоду 1992—1997. су организовани и планирани од највиших војних и политичких структура Хрватске. 
1. Мате Лаушић, рођен у Сиску 8. јуна 1949. Живи у Загребу, генерал-пуковник хрватске војске, командант војне полиције Републике Хрватске (1992—2002) у чијој је надлежности био и војни логор Лора у Сплиту. Пред рат је био вођа тима за безбедност Фрање Туђмана.
2. Бошко Ивица, био је командант у логору Лора од средине маја 1995. године до 30. 8. 1996. и касније у марту и априлу 1997. И сам је учествовао у мучењу логораша.
3. Бузов Мирослав, командант логора Лора 1995. године, који је и сам учествовао у вршењу појединих злочина.
4. Дуић А. Томислав, звани "Црни", из Вуковара, рођен 30. августа 1969. Најдуже је био управник логора Лора. Издавао је наређења и непосредно учествовао у вршењу ратних злочина и мучењу логораша.
5. Гранчић Фране, из Имотског је издавао наређења и непосредно учествовао у вршењу злочина над затвореницима у логору. Он је заменио Тому Дујића на месту команданта логора. Пре рата је био члан Легије странаца.
6. Заиновић Никша, стар 35-40 година. Он је наређивао или непосредно учествовао у извршењу злочина над логорашима у логору "Лора“[3].

## Извршиоци злочина[3]
1. Бабан Ивица, припадник хрватске војне полиције.
2. Банић Давор звани "Бане", бивши боксер из Славоније, родом из Пакраца. Био је члан интервентног вода.
3. Бек, стражар у затвору.
4. Бјелокапић Роберт, звани "Црни", из Херцеговине.
5. Бобан, о чијим злочинима говори исказ сведока:
6. Бокановић Тадија, звани "Мрки", из Херцеговине, припадник војне полиције
7. Ботић Анђелко, стражар у логору, звани "Мали Анђелко", рођен 29. октобра 1967. у Лабину од оца Блажа и мајке Стане.
8. Бошко, звани "Поља",
9. Бошњак Боро, припадник интервентног вода из Борова насеља. Висок 180 cm, стар 35 година.
10. Прибудић Јошко, стражар, стар 25 година.
11. Будалић, стражар из околине Мостара, висок, смеђе косе, јак.
12. Бунгур Емилио, стражар у логору Лора, рођен 10. фебруара 1960. у Шибенику, од оца Милана и мајке Драгице.
13. Вања, презиме још није познато,
14. Видинић, чије име није познато,
15. Видовић Саша,
16. Виктор, чије презиме није познато, из Дугопоља.
17. Вркић Тончи, из Сплита, рођен 6. маја 1960. од оца Андије и мајке Радојке. Био је заменик управника логора Лора Томе Дујића.
18. Гавриловић Нено, стражар у Лори.
19. Галић Мирко, командир 72. батаљона хрватске војске у Далмацији.
20. Гидић Душко, бивши капетан ЈНА из Смедерева, рођен 16. октобра 1955. године у Пожаревцу, од оца Новице, приступио ХВО.
21. Гиљановић Звонко, звани "Гиљо", из Метковића, инструктор у специјалним јединицама хрватске војске.
22. Грбеша, име непознато рођен 1974. године или 1975. године.
23. Грујо Никша,
24. Гудић Анте звани "Уметник", висок 190 cm, плаве косе, рођен 9. фебруара 1971. у Доњем Постињу, између Сплита и Дрниша. Пре рата радио као полицајац у Сплиту.
25. "Дабро", надимак стражара непознатог имена и презимена, старијег са брковима.
26. Дождер Зоран, наредник у војној полицији хрватске војске. Рођен у Дугопољу, крај Сплита. Стар 30 година.
27. Дражић Миљенко,
28. особа са надимком "Дуги", стражар непознатог имена и презимена, стар око 30 година.
29. Емир, непознатог презимена из Зворника, по националности муслиман, стар 27 година.
30. Јаско, непознатог имена и презимена, стражар у логору. Родом из Зенице, муслиман по нацији.
31. Јовић Зденко, војни полицајац.
32. Лекић Стипе, стражар у логору.
33. Ливаја Ивица,
34. Малеш Јерко,
35. Мехић Џевад, звани "Брзи", бивши заставник ЈНА из Бусоваче који се прикључио хрватској војсци.
36. Муса Томислав, бивши војник ЈНА (радио као војни полицајац у Сарајеву), родом из Кочерина код Широког бријега (БиХ). Његов деда је био усташа у НДХ.
37. особа са надимком "Нациста", чије име и презиме није познато.
38. Никша Грујица, припадник хрватске војне полиције.
39. Обрадовић Жељко, звани "Лаца", родом из Бајровца код Чапљине (БиХ), члан ХОС.
40. Ошанић Лука, припадник хрватске војне полиције из Метковића,
41. особа са надимком "Парага", чије име и презиме није познато,
42. Пашалић Твртко, заменик Галић Здравка, команданта 72. батаљона хрватске војне полиције за Далмацију.
43. особа са надимком "Пепи", чије име и презиме није познато,
44. Перишић, звани "РАМБО" и Перишић Давор из Сиња,
45. особа са надимком "Побро", чије име и презиме није познато,
46. Ракић Един, војник бивше ЈНА који је прешао на хрватску страну.
47. Ресић Алмаз, из Рудог, војник бивше ЈНА који је прешао на хрватску страну
48. Рогошић Тончи,
49. особа са надимком "САКЕ", чије име и презиме није познато, стар 27 година. Муслиман из Брчко
50. Севић, чије име и презиме није познато,
51. Славко, чије презиме није познато,
52. Сулејмановић Зоран, звани "Суле", стар око 25 година. Висок 185 cm, смеђе косе.
53. Тања Дујић р. Бјелобрајдић, она је била девојка, касније супруга Томе Дујића, управника логора "Лора“. Радила је у криминалистичкој служби хрватске полиције. Тренирала џудо. Стара око 25 година, висока 165 cm.
54. Толушић Младен,
55. Филиповић, непознатог имена, родом из Вира код Посушја (БиХ). Висок 180 cm, стар око 25 година.
56. Франић Марио, заповедник војне полиције за Омиш. Пре рата тренирао фул-контакт.
57. Хоџић Решид, војник бивше ЈНА, војни рок служио у Габели, родом из Сребренице, прешао на хрватску страну.
58. Човић, непознатог имена, војни полицајац ХВ.
59. Јосип Бикић звани "Чоп", припадник војне полиције, стражар у "Лори“. Пре рата тренирао је бокс. Висок, црне косе.
60. Чулина Зоран,
61. Шимић, коме није познато име. Радио у канцеларији хрватске војне полиције. Снабдевао је оружјем хрватску војску из Немачке пред рат, где му је отац дуго година радио.
62. Шолоћ, чије име није познато.
63. НН лице, стражар у логору, родом из Раме, стар око 30 година, крупан,
64. Миљенко Бајић, рођен 1966. Био је припадник интервентног вода војне полиције ХВ.

## Затварање логора
Овај концентрациони логор Лора у Сплиту је затворен 19. августа 1997. године, на велики православни празник Преображење Господње, услед притисака међународних организација на Хрватску, 2 године након потписивања Дејтонског споразума.

## Суђења и пресуде
Крајем септембра 2001. године отвара се истрага против 8 припадника хрватске војне полиције, који су осумњичени за мучења и убиства српских заробљеника у логору Лора 1992—1997. Одређен им је и притвор, док је расписана потерница за Томом Дујићем, који се налазио у бекству. Одмах након тога, долази до претњи сведоцима.

### 2002. година
10. јуна 2002. године у Сплиту почиње суђење за 8 осумњичених припадника војне полиције Хрватске. Судница је била препуна и под великим мерама безбедности. Ово је било прво суђење за "случај Лора", па је назван "Лора 1", где се судило за смрт цивила Гојка Буловића и Ненада Кнежевића, као и мучење већег броја заточених Срба.
19. јуна 2002. велики број сведока из Србије и Црне Горе не долази на суђење јер се боји за своју личну сигурност.
20. јуна 2002. Тужилац Михаел Скуикмаро тражи изузеће судије Жупанијског суда у Сплиту, Славка Лозине.
2. јула 2002. Марио Баришић, бивши војни полицајац сведочи и тешко терети 8 осумњичених.
22. јула 2002. Жупанијски суд у Сплиту доноси одлуку да седам бивших војних полицајаца се брани са слободе.
Август 2002. Организује се потера за оптуженицима који се нису одазвали позиву Жупанијског суда у Сплиту.
22. октобра 2002. Обављен увиђај у бившем логору Лора.
7. новембра 2002. На суђење долази сведок Миролав Каталина. У ходнику га малтретирају пријатељи и родбина оптуженика.
22. новембра 2002. Судија Жупанијског суда у Сплиту, Славко Лозика доноси ослобађајућу пресуду за свих 8 оптужених у "случају Лора 1", уз образложење да нема довољно доказа, чиме је направљен прворазредни скандал. 

### 2004. година
Октобар 2004. Врховни суд Хрватске поништава одлуку Судског већа у Сплиту и враћа поступак "Лора 1" на почетак.

### 2005. година
12. септембра 2005. Судија Споменка Тонковић започиње ново суђење у случају Лора. На поновљеном суђењу се уместо осам нашло 4 оптужених: Вркић Тончи, Давор Банић, Анте Гудић и Анђелко Ботић. Остали су били у бекству: Томо Дујић, Миљенко Бајић, Јосип Бикић и Емилио Бунгур. На поновљеном суђењу се нашла и већина сведока из Србије, БиХ и Црне Горе, који нису дошли на прво суђење 2002. године. То поновљено суђење је било у веома тешким условима за рад. У судници је било често нестанака струје, недостатак грејања, подругљиви и вулгарни коментари из публике.

### 2006. година
2. марта 2006. Жупанијско веће суда у Сплиту, доноси пресуду, за "Лору 1" по коме су бивши војни полицајци осуђени на 53 године затвора, од чега је Томо Дујић добио 8 година затвора, исто колико и његов заменик Тончи Вркић. Давор Банић звани Бане добио је 7 година затвора, затим Миљенко Бајић, Јосип Бикић, Емилио Бунгур, Анте Гудић и Анђелко Ботић добили по шест година затвора. За ово кривично дело према Кривичном закону Хрватске предвиђена је казна од 5 до 20 година затвора.
Ове пресуде Жупанијског Суда у Сплиту су изазвале огорчење у судници, уз погрдне речи и псовке.

### 2007. година
6. фебруара 2007. Врховни суд Хрватске потврђује првостепену пресуду Жупанијског суда у Сплиту, за "Случај Лора“.

### 2008. година
18. новембра 2008. Осуђеник Јосип Бикић звани Чоп из "случаја Лора", се предао полицији у Сплиту.
23. децембра 2008. Жупанијски Суд у Сплиту је подигло оптужницу против пет осумњичених припадника војне полиције ХВ, за мучење великог броја заробљеника.

### 2009. година
13. јануара 2009. У Сплиту Жупанијско тужилаштво подиже нове оптужнице за 5 бивших припадника 72. батаљона, војне полиције Хрватске. Тако је почело суђење за случај "Лора 2" где се судило оптуженима за злостављање више од 40 заточеника у Лори и убиство тројице ратних заробљеника: Бојана Весовића, Душана Јелића и Владе Савића.

### 2010. година
Септембра 2010. године ухапшен је Миљенко Бајић у својој породичној кући.

### 2011. година
Октобра 2011. Миљенку Бајићу је обновљено суђење у "Случају Лора“. Одлуком Жупанијског суда у Сплиту казна му је смањена са 6 на 4,5 година затвора.

### 2012. година
14. марта 2012. Врховни Суд Хрватске наређује да почне суђење оптуженима за "Лора 2", пошто су одбијене жалбе Томе Дујића и Емилиа Бунгура, који су у бекству.

### 2016. година
19. фебруара 2016. Хрватска полиција је ухапсила Томислава Дуића и спровела га на издржавање затворске казне.

## Документарни филмови
2007. године Бриџ продукција и РТРС су урадили један документарни филм под називом "Мученици", где је један део филма посвећен дешавањима у логору Лора, односно то је сведочење преживелих логораша.

## Новчане накнаде
Поједини логораши који су успели преживети мучења у Лори 1992-1997, су добијали новчане накнаде од Хрватске, тек 2013. године. Међу њима Мирослав Каталина, Раде Кривић.